# فهرست پروتکل‌های مسیریابی ادهاک
پروتکل مسیریابی ادهاک (انگلیسی: ad-hoc) یک قرارداد یا استانداردی است که کنترل می‌کند که چگونه نودها برای هدایت و مسیریابی بسته‌ها در بین نودهای دیگر در یک شبکه موبایلی adhoc تصمیم بگیرند.

دریک شبکه ad-hoc نودها با پیکربندی شبکه اشان اشنا نیستند از این رو باید خود نحوه پیکربندی را کشف کنند. ایده پایه این است که نودی که به تازگی به شبکه اضافه شده‌است باید حضور خود را به دیگر نودها اعلان کند و  منتظر شود تا اعلان  فراگیر نودهای همسایه اش را دریافت کند. هر نود دربارهٔ نودهای همسایه اش و نحوه دستیابی به آن‌ها اطلاعاتی را به دست می اورد و ممکن است به همسایه‌هایش امکان دستیابی به آن‌ها را اعلان کند.

به یاد داشته باشید در معنای عمیق‌تر پروتکل‌های ادهاک می‌توانند به‌طور عینی استفاده شوند و این بدان معناست که پروتکلی است که بداهه و بدون مطالعه قبلی و به مقتضای وقت برای براوردن هدف خاصی طراحی شده‌است.

## مسیریابی جدولی (فعال)
عملکرد این نوع از پروتکل‌ها نگهداری فهرستی از جدیدترین مقصدها و شیوه مسیر یابی انها، با به روز رسانی دوره‌ای جدول‌های مسیریابی و توزیع این جداول در کل شبکه می‌باشد. از عمده‌ترین عیب این دسته از الگوریتم‌ها می‌توان به ۲ مورد زیر اشاره کرد:
1. حجم قابل توجه داده‌هایی که باید نگهداری شوند.
2. واکنش کند در برابر دوباره سازی ساختار شبکه و شکست‌ها

## مسیریابی واکنشی (بر اساس تقاضا)
این گونه از پروتکل‌ها مسیر درخواست شده را با ارسال سیل اسای بسته‌های یابنده مسیر درخواستی در کل شبکه می‌یابند ازعمده‌ترین عیب این دسته از الگوریتم‌ها می‌توان به موارد زیر اشاره کرد:
1. صرف زمان طولانی برای یافتن مسیر
2. حجم سیل اسای بسته‌های ارسالی و امکان ازدحام و مختل شدن شبکه

## مسیریابی بر پایه جریان
این نوع از پروتکل مسیر تقاضا شده را با ردگیری جریان جاری پیدا می‌کند ازعمده‌ترین عیب این دسته از الگوریتم‌ها می‌توان به موارد زیر اشاره کرد:
1. اکتشاف مسیرهای جدید بدون هیچ دانش اولیه دربارهٔ آن‌ها زمان زیادی می‌برد
2. کمی دانش دریاره مسیرهای تقاضا شده منجر به تولید ترافیک اضافی می‌گردد

## مسیریابی دوگانه (هر دوی مسیریابی‌های فعال و واکنشی)
این نوع از پروتکل مزیت هر دو مسیریابی فعال و واکنشی را ترکیب می‌کند این مسیریابی در ابتدا یک سری مسیرهای فعالانه پیش فرض ایجاد می‌کند و مسیرهای تقاضا شده برای نودهای فعال اضافه شده را با ارسال سیل اسای الگوریتم واکنشی می‌یابد. انتخاب یک یا سایر شیوه‌ها نیازمند به اطلاعات زمینه‌های دربارهٔ موارد نوعی می‌باشد ازعمده‌ترین عیب این دسته از الگوریتم‌ها می‌توان به موارد زیر اشاره کرد:
1. مزیت و کارایی این الگوریتم به تعداد نودهای فعال وابسته می‌باشد
2. واکنش در برابر درخواست‌های ترافیکی به میزان حجم ترافیک وابسته می‌باشد

## پروتکلهای مسیریابی سلسله مراتبی
در این گونه از پروتکل‌ها انتخاب الگوریتم فعال یا واکنشی وابسته به سطح سلسله مراتبی می‌باشد که نود در آن قرار دارد. این مسیریابی در ابتدا یک سری مسیرهای فعالانه پیش فرض ایجاد می‌کند و مسیرهای تقاضا شده برای نودهای فعال اضافه شده را با ارسال سیل اسای الگوریتم واکنشی در سطوح پایین‌تر می‌یابد. انتخاب یک یا سایر شیوه‌ها نیازمند به ویژگی‌های مناسب براس سطوح مربوطه می‌باشد. ازعمده‌ترین عیب این دسته از الگوریتم‌ها می‌توان به موارد زیر اشاره کرد:
1. مزیت و کارایی این الگوریتم وابسته به عمق سلسله مراتب و الگوی آدرس دهی می‌باشد.
2. واکنش در برابر درخواست‌های ترافیکی وابسته به پارامترهای مش می‌باشد.

## مسیریابی Backpressure
این نوع از الگوریتم‌های مسیریابی مسیرها را از قبل محاسبه نمی‌کنند گام بعدی به صورت پویا به صورت پویا انتخاب می‌شود به طوری که بسته در حال پردازش در مسیر رسیدن به مقصد واقع شود. این تصمیم گیی‌ها بر پایه میزان یا درجه شلوغی نودهای همسایه گرفته می‌شوند. هنگامی که از این الگوریتم با زمانبندی بیشترین وزن دهی خطوط ارتباطی  (max-weight link) خروجی الگوریتم بهینه خواهد بود.

## پروتکل‌های مسیریابی مبتنی برمیزبان
این نوع از پروتکل‌ها نیازمند به مدیدیت شبکه می‌باشد تا شیوهٔ مسیریابی را به طرح شبکه‌ای مشخصی وصل کند و از استراتژی متمایزی برای جریان استفاده کند. ازعمده‌ترین عیب این دسته از الگوریتم‌ها می‌توان به موارد زیر اشاره کرد:
1. مزیت و کارایی این الگوریتم به کیفیت الگوی آدرس دهی مدیریت وابسته می‌باشد.
2. واکنش مناسب در برابر اعمال تغییرات در پیکربندی شبکه نیازمند به بازنگری در تمام پارامترها می‌باشد.

## پروتکلهای مسیریابی Power-aware
انرژی لازم برای انتقال یک سیگنال تقریباً با مقادیر a,d متناسب می‌باشد که مقدار d فاصله را نشان می‌دهد و a>=۲ نشان دهنده میزان رقیق بودن فاکتور می‌باشد که به ویژگی‌های رسانهٔ انتقال وابسته می‌باشد. اگر a=۲ باشد (بهینه‌ترین مقدار ممکن) انتقال یک سیگنال به اندازه ½  از مسافت مسیرش نیاز به مصرف ¼ ازانرژی اش می‌باشد و اگریکی از نودهای میان ره مایل باشد تا با مصرف ¼  دیگر از انرژی خودش سیگنال را تا پایان ½ بعدی مسیرش منتقل کند در کل داده‌ها با مصرف ½ از انرژی لازم برای انتقال مستقیم یک سیگنال به مقصد منتقل می‌شوند. این پدیده از قانونی در فیزیک به نام معکوس مربع پیروی می‌کند. ازعمده‌ترین عیب این دسته از الگوریتم‌ها می‌توان به موارد زیر اشاره کرد:
1. این شیوه باعث ایجاد تاخیر در هر ارسال می‌شود
2. هیچ ارتباطی میان میزان انرژی لازم برای انتقال در شبکه و تعداد ساختارهای تکرارگر کافی برقرار نیست.